# Malice in Wonderland (album av Nazareth)
Malice in Wonderland är ett musikalbum av det skotska hårdrocksbandet Nazareth, utgivet 1980. 

## Låtlista
1. "Holiday" - 3:39
2. "Showdown at the Border" - 4:11
3. "Talkin' to One of the Boys" - 4:13
4. "Heart's Grown Cold" - 4:14
5. "Fast Cars" - 4:35
6. "Big Boy" - 3:38
7. "Talkin' 'Bout Love" - 3:57
8. "Fallen Angel" - 4:44
9. "Ship of Dreams" - 4:09
10. "Turning a New Leaf" - 4:00 
Bonusspår på 1998 års cd-utgåva
11. "Heart's Grown Cold" - 3:56
12. "Razamanaz" - 4:16
13. "Hair of the Dog" - 4:37
14. "Talkin' to One of the Boys" - 4:48

## Medverkande
- Dan McCafferty - sång
- Manny Charlton - gitarr
- Zal Cleminson - gitarr
- Pete Agnew - bas
- Darrel Sweet - trummor